# Chris Knierim
Chris Knierim (* 5. November 1987 in Tucson, Arizona) ist ein ehemaliger US-amerikanischer Eiskunstläufer, der in Wettbewerben im Paarlauf antrat. Zusammen mit Alexa Scimeca Knierim gewann er eine Bronzemedaille im Eiskunstlauf Teamwettbewerb bei den Olympischen Winterspielen 2018 in Pyeongchang. Bei den Vier-Kontinente-Meisterschaften gewann das Paar zwei Medaillen, Bronze im Jahr 2014 und Silber im Jahr 2016.

## Persönliches
Im Jahr 2016 heiratete Knierim seine Partnerin im Paarlauf Alexa Scimeca, die danach den Namen Alexa Scimeca Knierim annahm.

## Ergebnisse
Zusammen mit Alexa Scimeca Knierim im Paarlauf:
| Meisterschaft / Jahr             | 2013  | 2014  | 2015  | 2016  | 2017  | 2018  | 2019  | 2020  |
| -------------------------------- | ----- | ----- | ----- | ----- | ----- | ----- | ----- | ----- |
| Olympische Winterspiele          |       |       |       |       |       | 15.   |       |       |
| Weltmeisterschaften              | 9.    |       | 7.    | 9.    | 10.   | 15.   |       |       |
| Vier-Kontinente-Meisterschaften  |       | 3.    | 5.    | 2.    | 6.    |       |       |       |
| US-amerikanische Meisterschaften | 2.    | 4.    | 1.    | 2.    |       | 1.    | 7.    | 1.    |
| Teamwettbewerb / Jahr            | 2013  | 2014  | 2015  | 2016  | 2017  | 2018  | 2019  | 2020  |
| Olympische Winterspiele          |       |       |       |       |       | 3.    |       |       |
| World Team Trophy                |       |       | 1.    |       |       |       |       |       |
| Team Challenge Cup               |       |       |       | 1.    |       |       |       |       |
| Grand-Prix-Wettbewerb / Saison   | 12/13 | 13/14 | 14/15 | 15/16 | 16/17 | 17/18 | 18/19 | 19/20 |
| Grand-Prix-Finale                |       |       |       | 7.    |       |       |       |       |
| NHK Trophy                       | 4.    |       |       | 3.    |       | 5.    | 3.    | 7.    |
| Cup of China                     |       | 5.    |       |       |       |       |       |       |
| Cup of Russia                    |       | 6.    |       |       |       |       |       |       |
| Skate America                    |       |       | 4.    | 2.    |       | 5.    | 4.    |       |
| Trophée Eric Bompard             |       |       | 4.    |       |       |       |       |       |
| Skate Canada                     |       |       |       |       |       |       |       | 4.    |